# Claw piercing

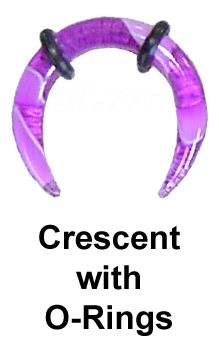

Een claw, ook talon of Pincher genoemd, is een gebogen taper die gedragen wordt in een gestretchte oorpiercing. Hij is vaak gedecoreerd en wordt op zijn plaats gehouden met o-ringen. Veelgebruikte materialen zijn plexiglas en glas.